# Meghan Douglas
Meghan Douglas (ur. 10 stycznia 1970 roku) – amerykańska modelka.

## Kariera
Meghan zadebiutowała na wybiegu w 1985 roku jako jedna z finalistek konkursu dla modelek agencji Elite: Look of the Year. Po konkursie podpisała kontrakt z nowojorskim oddziałem agencji Elite. Zaczęła uczestniczyć w nowojorskich pokazach mody i odbywać sesje zdjęciowe. Od 1989 roku zaczęła stopniowo pojawiać się na europejskich wybiegach. Najpierw podpisała kontakty z oddziałami Elite w Mediolanie i Paryżu, a w 1991 roku z agencją Model Management w Hamburgu. W ciągu dwunastu lat swej karieru ozdabiała pokazy mody: Chanel, Chloé, Christiana Diora, Dolce & Gabbany, Donny Karan, Givenchy, Johna Galliano, Karla Lagerferda, Missoni, Yves’a Saint Laurenta oraz Christiana Lacroix. Wielokrotnie pojawiała się na okładkach międzynarodowych wydań magazynów mody: Elle, Vogue, Marie Claire oraz Glamour.